# Kaunertalstraße
De Kaunertalstraße (L18) is een 13,06 kilometer lange Landesstraße (lokale weg) in het district Landeck in de Oostenrijkse deelstaat Tirol. De weg is een zijweg van de Reschenstraße (B180) en loopt vanaf Prutz (866 m.ü.A.) door het hele Kaunertal om net achter Grasse (1310 m.ü.A., gemeente Kaunertal) over te gaan in de Kaunertaler Gletscherstraße in de richting van het Gepatschspeicher en het skigebied op de Weißseeferner, waarvoor tol moet worden afgedragen. Het beheer van de Kaunertalstraße valt onder de Straßenmeisterei Ried im Oberinntal.
Vanwege de relatief grote hoogte van de weg in hooggebergtegebied is het gevaar op lawines in de winter groot. Om de weg te beschermen hiertegen, zijn en worden meerdere grote galerijtunnels op het traject aangebracht. Zo werd in 2003 een 310 meter lange tunnel opgeleverd, waarin 6500 m³ beton en 500 ton staal verwerkt was. De kosten voor de lawinetunnel bedroegen € 2.150.000,-.